# Frida Reimann

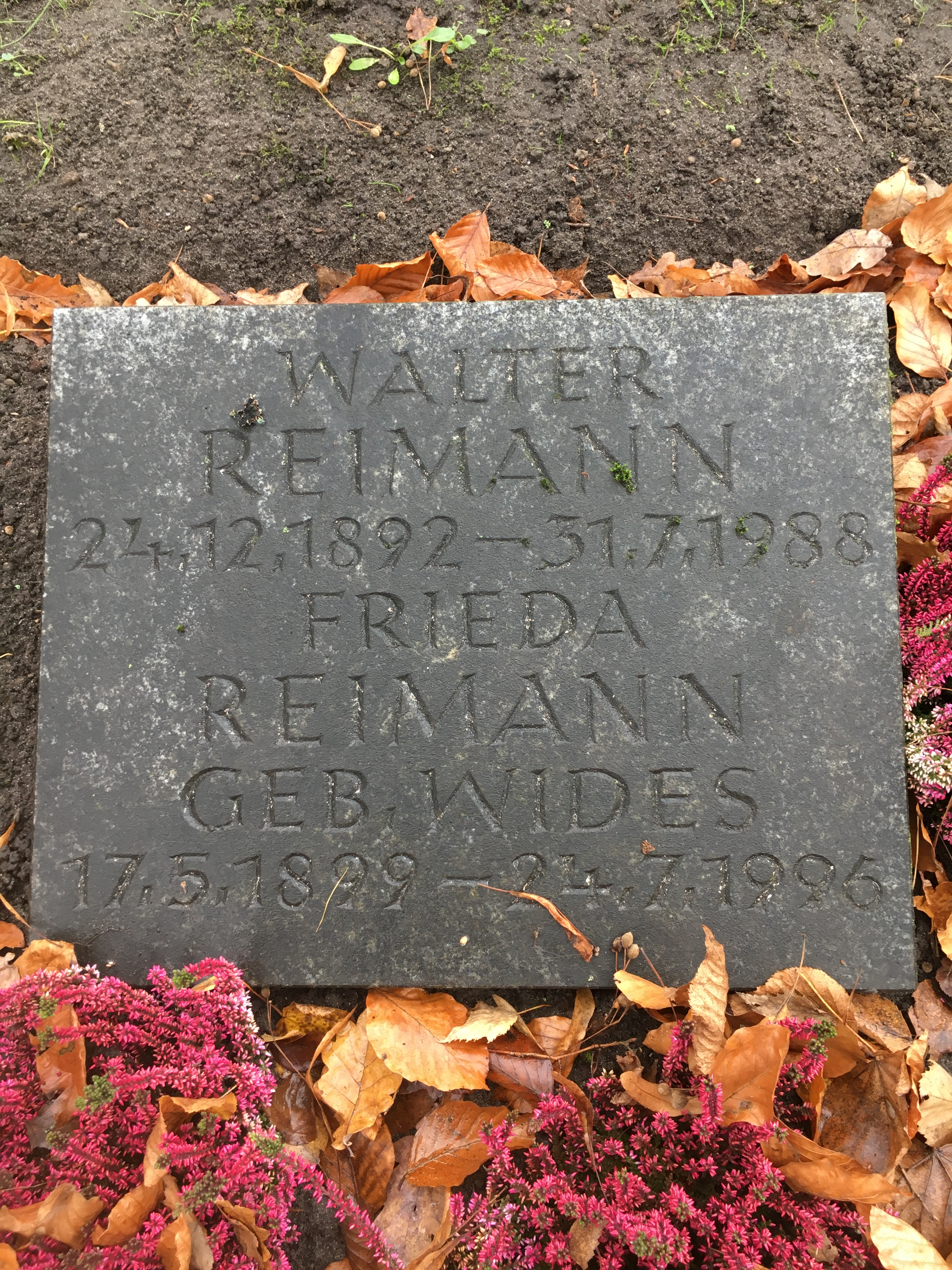
Grabstätte Frieda und Walter Reimann auf dem Friedhof Ohlsdorf

Frida Reimann, auch Frieda Reimann, (* 17. Mai 1899 in Vilnius, heute Litauen; † 24. Juli 1996 in Hamburg) war eine deutsche Politikerin der Kommunistischen Partei Deutschlands (KPD) und Mitglied der Hamburgischen Bürgerschaft.

## Leben
Frida Reimann legte ihr Abitur in Königsberg ab. Schon dort hatte sie sich der kommunistischen Bewegung angeschlossen.
Nachdem sie nach Hamburg übergesiedelt war, arbeitete sie in einer Batteriefabrik. Dort übernahm sie während der Weimarer Republik neben der beruflichen Aufgabe auch das Amt einer Gewerkschaftsdelegierten und Betriebsrätin.

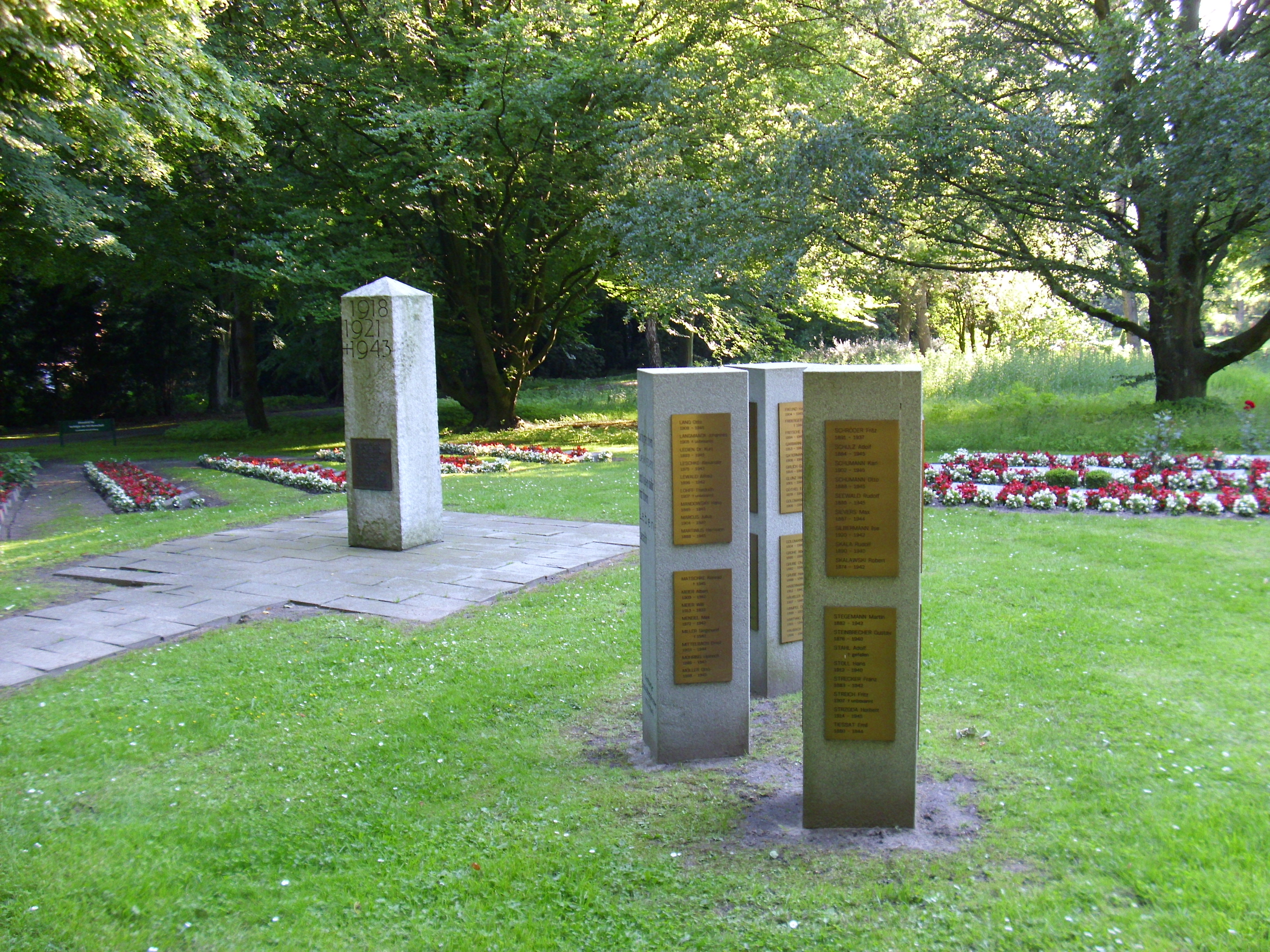
Ehrenfeld (hinten links) vierte Reihe von rechts, erster Stein: Walter und Frieda Reimann

Ihr Ehemann Walter Reimann (* 24. Dezember 1892; † 31. Juli 1988 in Hamburg) war wegen seiner Parteizugehörigkeit zur KPD drei Jahre (1934 bis 1937) im KZ Fuhlsbüttel inhaftiert und gefoltert worden. Frida Reimann hatte die Möglichkeit, schriftlich mit ihrem Mann in der Gefangenschaft zu kommunizieren. Durch die strenge Zensur konnte aber nur über alltägliche Dinge geschrieben werden. 1943 wurde Frida Reimann wegen ihrer jüdischen Herkunft zu Zwangsarbeit in einer Elmshorner Fabrik verpflichtet.
Von Februar bis Oktober 1946 gehörte Frida Reimann der ernannten Bürgerschaft der Hansestadt Hamburg an. Sie war eine von neun Kommunisten, die mit den anderen Fraktionen unter anderem eine neue Verfassung für Hamburg ausarbeiten sollten.
Mit ihrem Ehemann lebte Frida Reimann fast ihr ganzes Leben im Stadtteil Hamburg-Lurup. Sie liegt heute neben ihrem Mann auf dem Ehrenplatz des Ohlsdorfer Friedhofs begraben im Ehrengrab der Geschwister-Scholl-Stiftung bei Kapelle 13 im Planquadrat Bo 73 unter Nr. 56.